# Kościół św. Jakuba w Dąbrówce Królewskiej
Kościół św. Jakuba w Dąbrówce Królewskiej – kościół katolicki położony we wsi Dąbrówka Królewska, powstały około 1300 r., zbudowany z głazów narzutowych uzupełnianych cegłą.

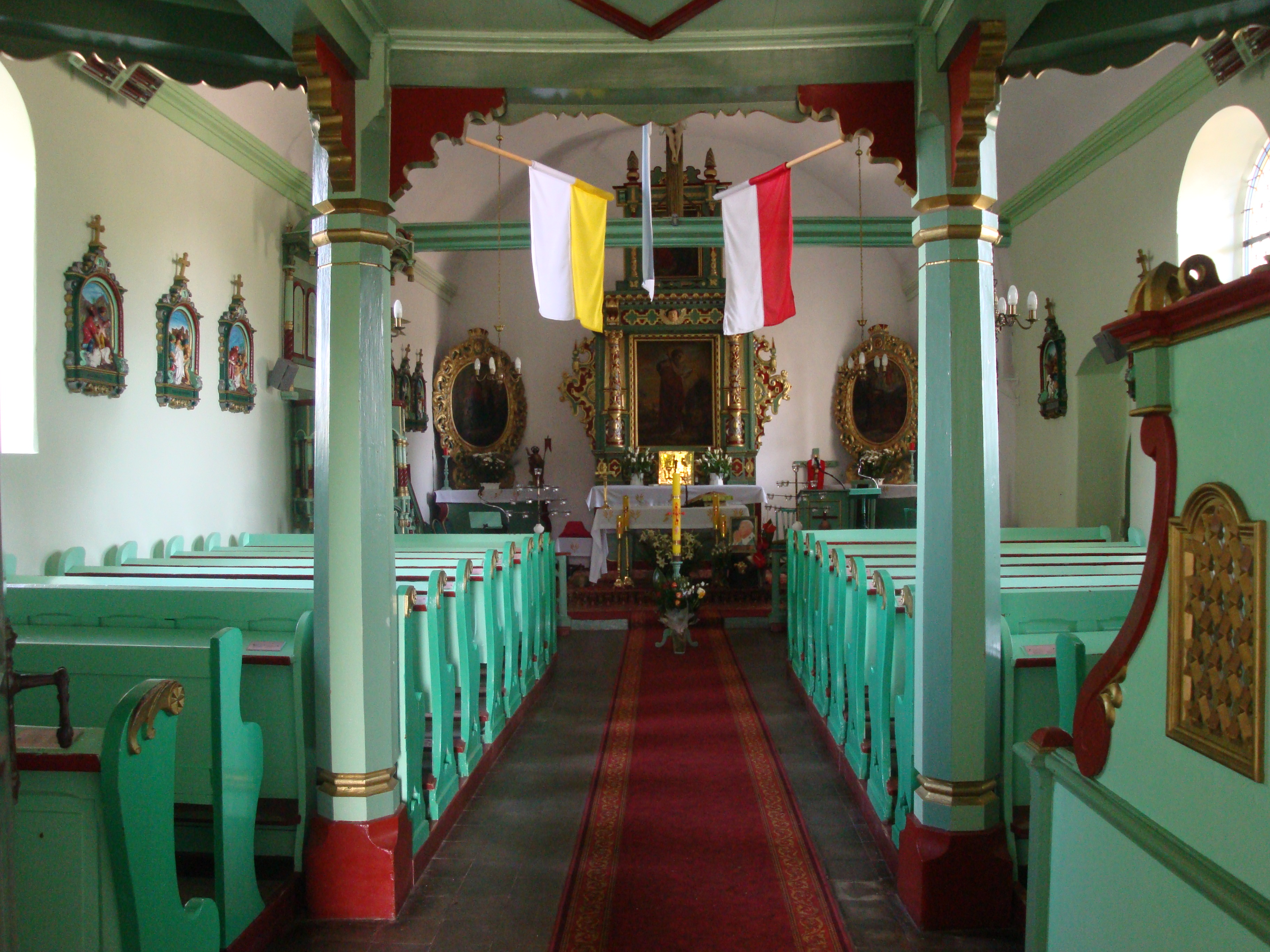
Wnętrze świątyni

Kościół ma charakter gotycki, jest orientowany, oskarpowany od strony wschodniej i zachodniej. Szczyt prezbiterium uskokowy, ceglany, powstały prawdopodobnie w XVI lub XVII w. W zachodniej części znajduje się wieża nadbudowana w XVII w., zakończona murowaną kopułką i krenelażem. Wnętrze przykryte jest pozornym sklepieniem kolebkowym. Świątynia przeszła przebudowę w XVII w. i restaurację w XIX w. Posiada manierystyczne i barokowe wyposażenie.